# Resolució 2320 del Consell de Seguretat de les Nacions Unides
La Resolució 2320 del Consell de Seguretat de les Nacions Unides fou adoptada per unanimitat el 18 de novembre de 2016. El Consell va acollir amb beneplàcit la proposta de la Unió Africana (UA) per aportar el 25% del cost de les operacions de pau al continent africà, quan fins aleshores només hi havia aportat un 2%.

## Context

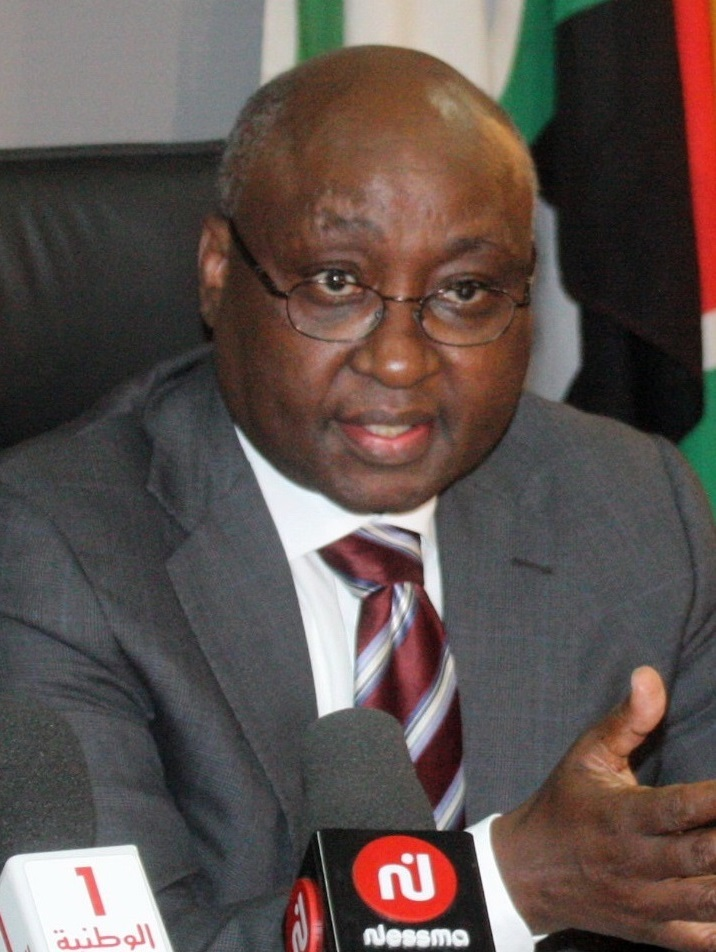
El ruandès Donald Kaberuka, president del Banc Africà de Desenvolupament en 2011.

L'observador permanent de la UA a l'ONU, Téte António, va dir que la UA estava millor situada per respondre ràpidament a una situació de crisi a l'Àfrica. Una operació de l'ONU pot arribar massa tard o no arribar a causa de desacords polítics. Tanmateix, la UA no tenia els mitjans per mantenir aquestes operacions a mitjà termini. Per això, sempre es demanava a l'ONU que pagués les operacions, des del punt de vista que el Consell de Seguretat de l'ONU era responsable de la pau i la seguretat internacionals i que les operacions es realitzaven en nom de l'ONU. La intenció era fer arranjaments amb l'ONU sobre el finançament de les operacions de la UA. D'aquesta manera s'aconseguiria el finançament i les operacions ja no haurien de ser avortades prematurament. Això també augmentaria les possibilitats d'èxit d'una força de pau.
Un representant especial i cap de l'oficina de l'ONU a la UA, Haile Menkerios, va dir que els conflictes a l'Àfrica s'havien convertit en tan grans i complexos que ni l'ONU ni la UA ni les comunitats econòmiques regionals com l'ECOWAS podien fer-ho en solitari. La col·laboració era absolutament necessària. La col·laboració amb la UA ja hi era, però havia d'estar més estructurada, i no mirar separadament cada conflicte.
L'Alt Representant del Fons per la Pau de la Unió Africana, Donald Kaberuka, va dir que els líders africans van decidir al juliol de 2016 reactivar el fons. Tenien com a prioritats la diplomàcia per evitar conflictes, institucions governamentals fortes, operacions de pau i la creació d'un fons de reserva d'emergència.
Alguns països van expressar el seu suport a la idea de treballar més estretament amb la UA i els esforços per finançar millor les operacions de pau d'aquesta organització. El 70% dels problemes que enfronta el Consell de Seguretat tenen relació amb l'Àfrica. La Unió Europea era un dels principals donants del fons de pau de la UA. Des de la seva creació el 2004, ja havia donat més de dos mil milions d'euros; diners gastats en gran manera en missions de pau de la UA.

## Antecedents

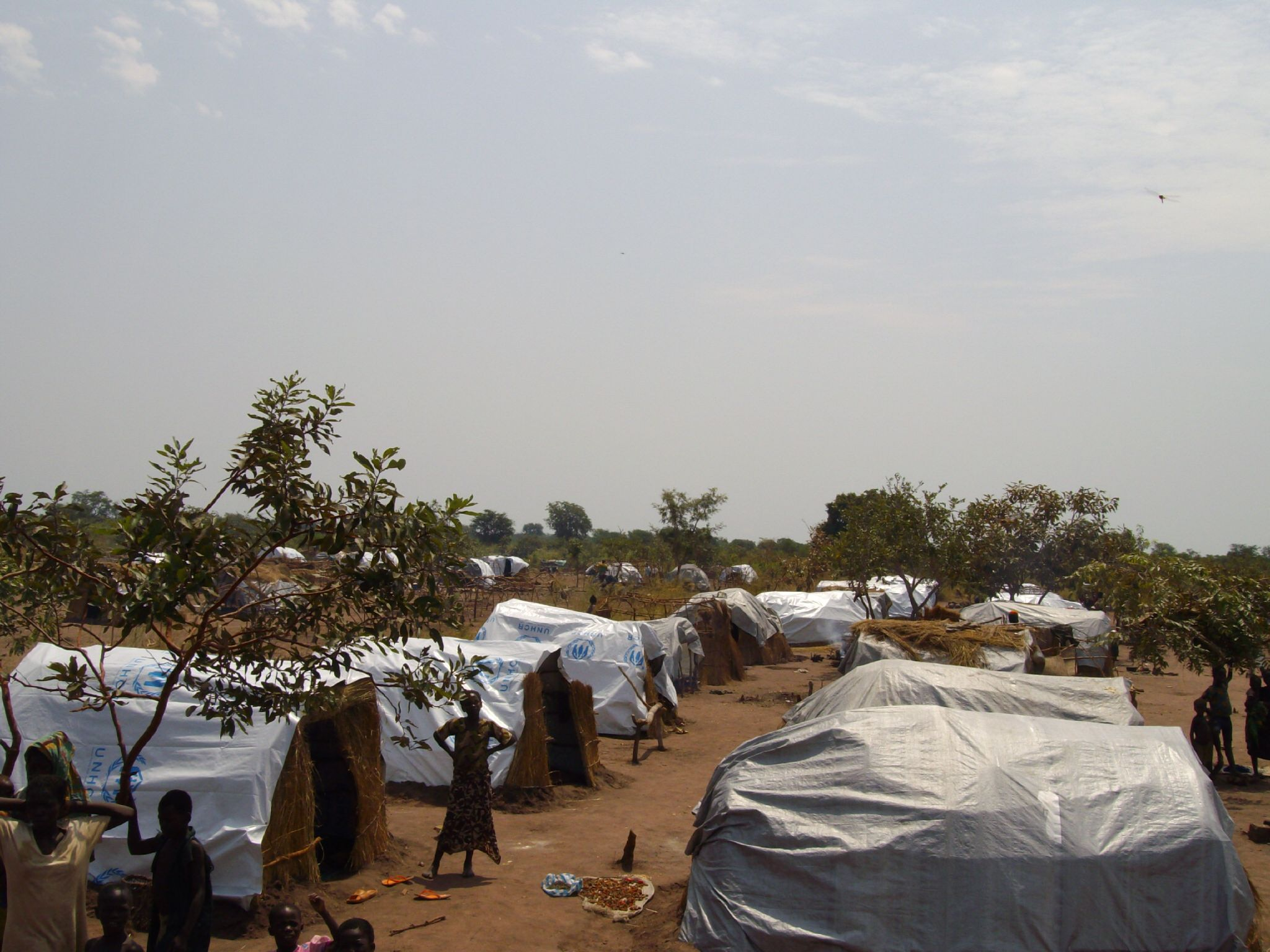
Camp de refugiats a la República Centreafricana, 2007

A la dècada dels noranta, Àfrica va experimentar diversos conflictes sagnants, com la Guerra Civil somali i el genocidi ruandès. No obstant això, els estatuts de la llavors Organització de la Unitat Africana no permetien la intervenció en assumptes domèstics. Per això, l'organització va ser reemplaçada el 2002 per una nova: la Unió Africana. El 2004, va crear l'Arquitectura Africana de la Pau i la Seguretat. Permetia la intervenció en un país, fins i tot contra la voluntat del govern d'aquest país, en casos de crims contra la humanitat, crims de guerra i genocidi.
Tanmateix, la Unió Africana depenia fortament de la comunitat internacional pel seu finançament. Entre els anys 2008 i 2011, els estats membres de la UA van representar només el 2% del pressupost, la majoria procedents de Sud-àfrica, Nigèria, Egipte, Líbia i Algèria. El finançament estable és un tema important de la UA, molts estats de la qual són pobres i tenen grans deutes. La manca de diners i el desacord polític van fer fracassar les operacions de manteniment de la pau de l'UA; com la guerra civil a Mali, on no hi intervenien tropes de la UA sinó tropes franceses.
A principis de 2015, els caps d'estat i de govern africans havien decidit suportar una quarta part dels costos. Cadascuna de les cinc regions -central, est, nord, sud i oest- en el continent hauria de contribuir amb 61 milions d'euros i, per a l'any 2020, uns 75 milions d'euros. Entre altres coses, s'introduiria un impost del 0,2% sobre les importacions en tots els Estats membres per aquests diners. D'aquesta manera, la UA també volia fer que la relació amb l'ONU i la UE fos una associació estratègica i tenir més control.

## Contingut
Eta important que les organitzacions regionals treballessin per afrontar els complexos desafiaments de seguretat. Les associacions amb l'ONU també podien ser útils per a una intervenció oportuna en conflictes i crisis, per reforçar el paper de l'ONU en la prevenció de conflictes. Amb la UA aquesta associació ja estava en procés d'elaboració. El Consell de Seguretat volia aprofundir encara més les relacions amb aquestes organitzacions.
La Unió Africana tenia un paper important en la prevenció, la mediació i la resolució dels conflictes a l'Àfrica. El gener de 2015, l'organització s'havia fixat l'objectiu de pagar una quarta part dels costos el 2020. L'ONU havia de finançar i donar suport a les operacions de pau de la UA i coordinar-ho amb aquesta organització.
Les organitzacions regionals tenien la responsabilitat de suportar els seus propis costos i utilitzar recursos; en part a causa de les contribucions dels seus membres. Es creia que la UA havia fet l'esforç per aconseguir-ho. Ara esperava més propostes detallades en aquest àmbit. També es va demanar a la UA que tingués més en compte els drets humans i els estàndards de les Nacions Unides per a les operacions de pau en les seves pròpies missions de pau.